# Thalía (álbum de 2002)
Thalía é o sétimo álbum de estúdio da artista musical mexicana Thalía. O seu lançamento ocorreu em 21 de maio de 2002 pela gravadora EMI. Produzido por Cory Rooney, Emilio Etefan, Steve Morales, Julio C. Reyes, Estéfano e com Thalía como produtora executiva do disco. O álbum marcou o retorno da cantora a sonoridade do seu primeiro disco no qual ela explorava os gêneros musicais pop, rock e eletropop da década de 1980. Entre as músicas que tiveram essa influência se encontram as regravações de "A Quién Le Importa?" e "You Spin Me 'Round (Like a Record)", de Alaska y Dinarama e Dead Or Alive, respetivamente. Quatro das treze músicas do álbum foram escolhidas como singles e foram lançados entre 2002 e 2003, a saber: "Tú y yo", "No me enseñaste", "¿A quién le importa?" e "Dance, Dance (The Mexican)", que alcançaram os primeiros lugares das paradas musicais em vários países, como na tabela genérica Billboard Hot Dance Club Songs, dos Estados Unidos. Para divulgar o álbum, Thalía se apresentou em diferentes mídias e festivais na América e Europa.
O álbum recebeu, no geral, críticas positivas. A Recording Industry Asocciation Of America (RIAA) o certificou com platina dupla (latina), pelas mais de 200 mil cópias comercializadas. Além disso, recebeu vários discos de ouro e platina em outros países da América e da Europa, além de prêmios e nominações, dos quais destaca-se o Dance Music Awards dos Winter Music Conference, Grammy Latino, Billboard Latin Music Awards e Premio Lo Nuestro , entre outros.

## Antecedentes e desenvolvimento
Em janeiro de 2002, o Diario Los Andes publicou uma nota dizendo que Thalía estava imersa em uma produção milionária de um disco que seria lançado em meados daquele ano. Joe Bonilla, porta-voz da EMI Music, disse: "Haverá algumas surpresas. Os produtores estão cuidando até o último detalhe para que o álbum saia perfeito. É óbvio que Tommy a orienta em alguns aspetos, mas Thalía tem muita experiência no seu trabalho". O material gerou muitas expetativas antes do lançamento "não só devido ao fato dela vender de forma consistente" disse a editora da Billboard, Leila Cobo, como também por ser "seu primeiro álbum desde que se casou com o presidente e diretor executivo da Sony Music, Tommy Mottola, e isso só faz chamar uma maior atenção pública ao projeto".
O álbum tem como produtores e compositores Corey Rooney, Emilio Estefan, Estéfano, Steve Morales e Julio C. Reyes. Sobre sua colaboração com Estéfano, a mexicana disse: "Foi algo diferente, nós nos conhecemos em alguma premiação, creio que nos Grammys Latinos e pensamos na possibilidade de trabalharmos juntos algum dia", ela também afirmou que "em poucos meses, ele já havia me enviado 2 músicas das quais me apaixonei apenas em lê-las" e com o passar dos dias, lhe mandou faixas que ela considerou ainda outras melhores. Em uma entrevista ao Diario Clarín, em 30 de março de 2002, ela confirmou que estava para lançar um disco pop que incluiria 3 músicas em inglês, e confessou que o álbum da início a uma nova etapa da carreira que reflete a forma "produtiva, em plena evolução e com vontade de se divertir" na qual ela se encontrava. Depois, diferentes meios de comunicação da América Latina, como o jornal La Prensa, do Panamá, informaram que Thalía publicaria seu álbum em maio de 2002, e que a canção "Tú y Yo" seria lançado como primeiro single, também informou que o projeto viria com 3 músicas em inglês, com o objetivo de penetrar nos mercados que tem o idioma como língua nativa.
Thalía se apresentou em 20 de maio de 2002 no México — um dia antes do lançamento internacional — para uma coletiva de imprensa, a fim de dar detalhes do álbum. No mesmo dia, circulou uma entrevista com Leila Cobo em que mexicana comentou que "foi um processo relaxado e sem preocupações [...]. Foi um maravilhoso encontro pessoal, onde eu só havia que deixar fluir as coisas e tomá-las como vieram, sem tanta rigidez e sem espalhafato". O álbum foi gravado nos estúdios Sterling Sound de Nova York, e durou cerca de 9 meses para ser gravado.

## Lançamento e e conteúdo musical
"Tenho a sorte de ser uma artista latina que tem sucesso em sua língua materna, estou no top 10 da França, Grécia e Indonésia. Eu sou uma defensora da minha língua espanhola, e nunca vou abandoná-la porque sou fiel ao público que me projetou, o que não significa que eu não possa vim a cantar algumas músicas em inglês".

—Thalía falando sobre as gravações em inglês.
Lançado em maio de 2002, em grande parte do mundo, o disco contém dez faixas em espanhol e três em inglês. Porta-vozes da EMI Music México comentaram que isso "servirá como uma introdução formal ao mercado anglofóno" e lembraram que Thalía já havia gravado em inglês no álbum Nandito Ako (1996) — um álbum com o qual ela obteve vários discos platina nas Filipinas —, além da trilha sonora do filme de animação Anastasia (1997). A mexicana disse: "Meu objetivo neste material é apresentar 10 músicas em espanhol e três em inglês, que é uma "arma" que eu tenho para [expandir a carreira em] outros territórios". Em sua participação com muitos dos produtores e compositores, ela confessou que sentiu-se "muito envolvida" [na produção do disco].
O álbum marca "o retorno de Thalía ao gênero rock e electropop [suas raízes]". A este respeito, a intérprete comentou que com este álbum ela planejou "trazer as décadas de 60, 70 e 80 até o presente, "roubar" o retro e criar novas tendências". Em outra ocasião ela comentou que [o álbum] é "uma criação [com estilo] dos anos 80 [...] Esse disco tem muito disso, do retorno à [música] alternativa, em que eu já estive uma vez, é um novo começo, eu volto a [canções com] linha de guitarra, mas sem romper com o percusso pop que fui tão bem aceita". Além disso, em uma entrevista à Billboard em maio de 2003, ela confessou que "a tendência de todos que trabalharam no álbum, desde o começo, era ser rock. [...] é incrível ".
Sua influência aos anos oitenta com electropop e rock pode ser vista nas duas versões que ela fez, "You Spin Me Round (Like a Record)", de Dead or Alive, e "A Quién le Importa?", tema que popularizou o Alasca & Dinarama. Em termos de conteúdo lírico, a faixa "Tú y Yo", de acordo com Thalia, tem uma letra que "reflete as experiências atuais que atravessei e a interpreto como um hino de libertação". Outra canção escolhida foi "A Quién le Importa?", que é considerada um dos "hinos gays mais alegres da história da música", os autores do livro Religion at the Corner of Bliss and Nirvana: Politics, Identity, and Faith in New Migrant Communities comentaram que "a música ecoa quantos trabalhadores transexuais vivem a sua vidas: nos seus próprios termos, apesar da discriminação". Segundo fontes, a versão de Thalia é mais lembrada do que a de outros intérpretes e se difere da original por utilizar arranjos no estilo electropop. O grupo Alasca não gostou da interpretação de Thalía.

## Singles
O primeiro single do disco foi "Tú y yo". Foi gravado em versões pop rock, baladas, cumbia e ritmo grupera. Comercialmente, a canção alcançou o número um nos 40 Principales da Espanha. Na Colômbia, bateu artistas como Shakira, Juanes e Paulina Rubio, entre muitos outros; na Argentina, ele ganhou um recorde quando estreou em segundo lugar, para depois subir para o primeiro. Nos Estados Unidos, ele obteve um sucesso muito semelhante, já que liderou a lista principal de canções em espanhol, o Top Latin Songs da Billboard, onde permaneceu por um total de dezenove semanas. Também conseguiu posicionar-se nos Latin Pop Airplay, Latin Regional Mexican Airplay e Latin Tropical/Salsa Airplay nos números quatro, oito e três respectivamente. Finalmente, posicionou-se em muitas das principais listas de popularidade na região da América Latina, embora em países europeus tenha obtido posições muito variadas; na Suíça, por exemplo, atingiu como posição máxima a 66.ª da Schweizer Hitparade e permaneceu por um total de quatro semanas nas lista. O vídeo musical correspondente foi gravado em Nova Iorque em 21 de março de 2002 sob a direção de John Willinstone, onde se pode vislumbrar a artista na estação de trem West Chester Square. Para sua realização, foi necessária a participação de cerca de cem pessoas.
O segundo single, "No me enseñaste", obteve um sucesso muito semelhante ao primeiro. Constou por dez semanas nas paradas latinas da Billboard; no Top Latin Songs substituiu do cume "Aserejé", de Las Ketchup, além de barrar canções de artistas como Paulina Rubio, Enrique Iglesias, Chayanne, Juanes, Maná, Marc Anthony e Bacilos entre muitos outros. Em outros países da América Latina, como a Argentina, atingiu sua posição máxima no décimo primeiro lugar. Por outro lado, seu videoclipe foi gravado no SoHo em Manhattan, Nova Iorque, com Antti J como diretor e Joyce Washington como produtora. Quanto à sua justificativa para filmá-lo naquele lugar, Thalia disse: "Esta cidade, por ser cosmopolita, representa muitas culturas".
O terceiro single foi "¿A quién le importa?". Comercialmente — com "No me enseñaste" ainda na lista Top Latin Songs —, a música ficou entre as dez primeiras, e foi colocada na posição trinta e oito na contagem geral. Durante meses, ficou entre os dez primeiros do Latin Pop Airplay. Nos países latino-americanos, como Argentina, por exemplo, obteve um melhor desempenho, ocupando o topo da parada musical por oito semanas consecutivas, o que o tornou o mais bem sucedido single da artista nesse território. Finalmente, a obra debutou em outros gráficos da Billboard: Top Latin Songs, Latin Pop Airplay e Latin Tropical/Salsa Airplay nas ocupações nove, seis e sete, respectivamente. Inclusive, a música foi parte do Hot Latin Pop Airplay, que compilou as canções mais bem sucedidas nas paradas pop latinas dos Estados Unidos durante todo o ano de 2003.
O quarto e último single foi "Dance, Dance (The Mexican)" (também chamado de "The Mexican 2002"). Foi lançado em inglês e espanhol; na última língua, Thalía participou de sua escrita e contou com a colaboração de Marc Anthony como artista convidado. Nos Estados Unidos ficou no 13.º posto na lista principal de dance music, a tabela genérica Billboard Hot Dance Club Songs. Em 2003, outra versão foi lançada, um remix chamado "Dance, Dance [HQ2 & Ricky Crespo Mixes]", que ficou no sexto posto do Dance/Club Play Songs. Em 2003, o tema foi agraciado nos Winter Music Conference, na categoria de melhor faixa dance latina; com isso, bateu Las Ketchup ("Asereje"), Shakira ("Te aviso, te anuncio (tango)") e Soluna ("Monday mi amor"). Seu vídeo musical, dirigido por Jeb Brien e produzido por Allen Kelman, foi gravado no Pier 63, no lado oeste de Manhattan, no navio "Frying Pan", monumento histórico dos Estados Unidos. Nele, se pode vislumbrar a cantora em uma "festa animada, com fundo de violino" e muitos punks e travestis vestidos de uma maneira "extravagante".

## Promoção
A capa do disco, caracteriza-se pelo aparecimento do rosto de Thalía e, segundo ela, com isso "quis dar um toque de juventude com estilo oriental".
Para promover o álbum, a mexicana foi apresentada em diferentes mídias na América e na Europa. No Chile, por exemplo, se apresentou em agosto de 2002 na primeira transmissão da segunda temporada do programa Aquí se pasa mundial, conduzida na época por Cecilia Bolocco e Álvaro Salas. No México, foi parte do evento "EXA" da multinacional MVS Radio realizado no Auditorio Nacional, em junho de 2002. Ela também participou de programas como Otro Rollo por exemplo.
Situação semelhante nos Estados Unidos, onde se apresentou em vários programas, como a última edição do The Rosie O'Donnell Show apresentado por Rosie O'Donnell. Também, em setembro do mesmo ano, ela fez uma apresentação icônica na terceira edição do Grammy Latino, realizada no Teatro Kodak, onde ela interpretou "No me Enseñaste" com um traje desenhado por Donatella Versace; composto por uma "enorme saia" de vários metros de comprimento, iluminado por centenas de luzes. E então ela se despiu, saindo com um traje simples com inspiração gótica para interpretar a música em uma versão salsa. Ela também participou de outras cerimônias de premiação realizadas nos Estados Unidos, como a Billboard Latin Music Awards. Por outro lado, na Europa ela promoveu o disco na França e na Espanha; neste último território em programas como Murcia ¡qué hermosa eres! e Sabor a ti. Deve-se acrescentar que, "mantendo o conceito do álbum", a artista fez muitas apresentações de mídia com o estilo característico dos anos oitenta, e até os anos noventa, inspirados em outros conceitos, como o mangá.
No entanto, deve-se notar que a cantora teve que parar tanto a promoção do álbum e suas atividades empresariais, porque em setembro de 2002, suas irmãs Laura e Ernestina foram sequestradas. Isso fez com que ela não conseguisse visitar alguns lugares que tinha prometido, como Ásia, Grécia, Portugal, e Hungria entre outras nações na Europa. Na verdade, o seqüestro foi notícia em diferentes partes do mundo, desde diferentes mídias como a multinacional British Broadcasting Corporation (BBC), jornais e revistas como Los Angeles Times, People, Entertainment Weekly e El Diario de Hoy e portais como Univision e Terra Networks, entre muitos outros, revelaram muitos detalhes desse fato. Mesmo anos depois, tanto Julio Alejandro Quijano, do jornal mexicano El Universal como mídias diversas da América Latina, concordaram que "esta tragédia atrapalhou sua carreira [por muitos anos]".

## Recepção
| Críticas profissionais | Críticas profissionais |
| Avaliações da crítica  | Avaliações da crítica  |
| Fonte                  | Avaliação              |
| ---------------------- | ---------------------- |
| AllMusic               | [ 62 ]                 |
| Billboard              | (positivo)             |
| Joey Guerra            | (favorável)            |

### Crítica
O álbum recebeu em sua maioria críticas favoráveis. Jason Birchmeier do site Allmusic elogiou-lhe dando 4 estrelas de 5 e disse que "Thalia, que é uma estrela supernova na gigante mídia norte-americana [...] Esperando manter sua essência, ela trabalha com o melhor do ramo — do pop latino". Ele destacou sua colaboração novamente com o produtor Emilio Estefan e com os compositores Julio Reyes e Estéfano. Então ele comentou que Thalía contém "músicas pop — com muitas variações — bem preparadas, cada uma com seu próprio sabor e apelo; alguns mais saborosas que outras, é claro, mas quase todos são deliciosos". Ele disse que o destaque deste álbum "é sua performance com o explosivo "Tú y yo" e a balada sentimental "No me enseñaste", que ambos alcançaram um enorme sucesso no Hot Latin Tracks da Billboard. Em sua interpretação de suas canções em inglês, ele comentou que "é um movimento astuto, comercialmente falando, mas na realidade é como uma ducha fria. [...] Na verdade, as gravações em inglês de Thalía são muito debatidas em termos de qualidade, para ser justo, mas em meio a esse debate há um consenso definitivo: suas músicas em inglês sempre obedecem a [uma] calorosa recepção". Ele concluiu dizendo que "Thalía é um álbum que é tanto o resultado de um gênio escrevendo músicas - Estéfano - como o apelo inigualável de Thalía".
Joey Guerra, da Amazon.com, elogiou o disco dizendo que "é um álbum maduro", que contém músicas de gêneros como ska - "En la fiesta mando yo" - até uma ode como "¿A quién le importa?", Ser um terreno familiar para Thalía". Ele disse que com este material "mostra a evolução contínua de Thalía como artista". Finalmente, ele disse que as músicas "La loca" é uma mistura heterogênea de cumbia e rap rock, enquanto "Vueltas al aire" é brilhante, uma faixa destinada a boates, e que o cover de "You Spin Me 'Round", Thalia ronrona como uma gatinha "sexy". Por outro lado, Leila Cobo editora da Billboard, definiu como "um álbum ousado, cheio de personalidade e ritmos pegajosos". Ela passou a dizer que este material "difere com sons de rock mais agressivos do que nos anos 90". No entanto, Barry Walters editor da revista americana Rolling Stone deu-lhe uma classificação de 3 estrelas em 5 e comentou que "infelizmente os esforços de Thalia para quebrar a barreira da língua [Inglês], as músicas em espanhol soam mais dramáticas e matizadas do que as em inglês". Ele concluiu dizendo "Thalia merece uma melhor tradução musical do que aqui". Finalmente, a equipe de redação do El Universal do México, comentou "que o conteúdo do álbum permite que Thalia cante e representa cada linha como uma atriz de novela, dando uma nuance de drama". Em geral, o álbum é considerado por vários meios, como um dos álbuns mais bem sucedidos e melhor feito na carreira de Thalia.

### Comercial
Nos Estados Unidos, subiu como número onze na lista principal de álbuns desse território, o Billboard 200. Outras listas em que ele entrou, foi no Top Heatseekers como número quatro, enquanto que na Billboard Top Latin Albums e Latin Pop Albums foi número um. Inclusive, deve-se notar que em ambas as listas ele estreou nessa posição, apenas no Top Latin Albums - a principal lista de álbuns latinos - sabia-se que ele ficou naquele lugar por mais de três semanas. Foi colocado entre as cinco primeiros dessas listas. Enquanto isso, nos Heatseekers ele permaneceu por mais de dezessete semanas, quase sempre entre os dez primeiros , vinte, trinta e quarenta. Por outro lado, no México, foi posicionado como N° 1 e em questão de dias ele vendeu 75 mil exemplares, recebendo um disco de ouro. Enquanto isso, na Europa, o material foi colocado nos primeiros lugares em países como França, Grécia e Espanha, entre outros. Embora na Suíça só foi colocado em sua posição máxima na posição trinta.
Até 2005, o material havia vendido cerca de três milhões de unidades em todo o mundo. Da mesma forma, o álbum recebeu vários discos de ouro e platina em vários países da América e Europa. Em Porto Rico, por exemplo, vendeu mais de 200.000 unidades, de modo que foi concedido um disco de platina justamente quando Thalia chegou naquele território (2002). Nos Estados Unidos, foi certificado com disco triplo de platina pela Recording Industry Association of America (RIAA). Inclusive, Thalía foi uma das três melhores cantoras de pop latino de acordo com a Billboard. Em uma coletiva de imprensa, a artista confessou "ter ficado animada com a boa recepção que o álbum estava tendo".

## Músicas
| Edição Padrão |                                                                                      |                                                          |                                            |                                      |         |  |
| N.º           | Título                                                                               | Letras                                                   | Música                                     | Produtor(es)                         | Duração |  |
| 1.            | "Tú y yo"                                                                            | Estéfano                                                 | Estéfano Julio C. Reyes                    | Estéfano                             | 3:43    |  |
| 2.            | "Así Es El Destino"                                                                  | Estéfano                                                 | Estéfano Reyes                             | Estéfano                             | 4:02    |  |
| 3.            | "En la Fiesta Mando Yo"                                                              | Estéfano                                                 | Estéfano Reyes                             | Estéfano                             | 4:18    |  |
| 4.            | "No me enseñaste"                                                                    | Estéfano                                                 | Estéfano Reyes                             | Estéfano                             | 4:29    |  |
| 5.            | "Y Seguir"                                                                           | Estéfano                                                 | Estéfano Reyes                             | Estéfano                             | 4:04    |  |
| 6.            | "¿A quién le importa?"                                                               | Carlos Berlanga Nacho Canut                              | Berlanga Canut                             | Estéfano                             | 3:45    |  |
| 7.            | "Vueltas En El Aire"                                                                 | Estéfano                                                 | Estéfano Reyes                             | Estéfano                             | 5:02    |  |
| 8.            | "Heridas En El Alma"                                                                 | Estéfano                                                 | Estéfano Cory Rooney                       | Estéfano Roney [a]                   | 3:46    |  |
| 9.            | "La Loca"                                                                            | Emilio Estéfan, Jr. Emilio Regueira Pérez Randall Barlow | Estéfan, Jr. Pérez Barlow                  | Estéfan, Jr. Barlow                  | 3:50    |  |
| 10.           | "Dance, Dance (The Mexican)" (versão em espanhol) (com participação de Marc Anthony) | Thalía                                                   | JC Olivier S. Barnes Rooney Alan Shacklock | Poke y Tone Rooney Steve Morales [a] | 3:53    |  |
| 11.           | "The Mexican 2002" (versão em inglês)                                                | Rooney                                                   | Olivier Barnes Rooney Shacklock            | Poke y Tone Rooney Morales [a]       | 3:52    |  |
| 12.           | "Closer To You"                                                                      | Thalía Morales David Siegel Gerina Di Marco              | Morales                                    | Morales                              | 3:48    |  |
| 13.           | "You Spin Me Round (Like a Record)"                                                  | Pete Burns Steve Coy Tim Lever Mike Percy                | Burns Coy Lever Percy                      | Morales Hex Hector & Mac Quayle      | 4:33    |  |

| Versão dos EUA |                                                                                |                                                          |                                            |                                      |         |  |
| N.º            | Título                                                                         | Letras                                                   | Música                                     | Produtor(es)                         | Duração |  |
| 1.             | "Tú y Yo"                                                                      | Estéfano                                                 | Estéfano Julio C. Reyes                    | Estéfano                             | 3:43    |  |
| 2.             | "Así Es El Destino"                                                            | Estéfano                                                 | Estéfano Reyes                             | Estéfano                             | 4:02    |  |
| 3.             | "En la Fiesta Mando Yo"                                                        | Estéfano                                                 | Estéfano Reyes                             | Estéfano                             | 4:18    |  |
| 4.             | "No Me Enseñaste"                                                              | Estéfano                                                 | Estéfano Reyes                             | Estéfano                             | 4:29    |  |
| 5.             | "Y Seguir"                                                                     | Estéfano                                                 | Estéfano Reyes                             | Estéfano                             | 4:04    |  |
| 6.             | "¿A Quién Le Importa?"                                                         | Carlos Berlanga Nacho Canut                              | Berlanga Canut                             | Estéfano                             | 3:45    |  |
| 7.             | "Vueltas En El Aire"                                                           | Estéfano                                                 | Estéfano Reyes                             | Estéfano                             | 5:02    |  |
| 8.             | "Heridas En El Alma"                                                           | Estéfano                                                 | Estéfano Cory Rooney                       | Estéfano Roney [a]                   | 3:46    |  |
| 9.             | "La Loca"                                                                      | Emilio Estéfan, Jr. Emilio Regueira Pérez Randall Barlow | Estéfan, Jr. Pérez Barlow                  | Estéfan, Jr. Barlow                  | 3:50    |  |
| 10.            | "Tú y Yo" (Cumbia Remix) (com participação de A.B. Quintanilla & Kumbia Kings) | Estéfano                                                 | Estéfano Reyes                             | Estéfano                             | 3:51    |  |
| 11.            | "The Mexican 2002" (versão em espanhol) (com participação de Marc Anthony)     | Thalía                                                   | JC Olivier S. Barnes Rooney Alan Shacklock | Poke y Tone Rooney Steve Morales [a] | 3:53    |  |
| 12.            | "The Mexican 2002" (versão em inglês)                                          | Rooney                                                   | Olivier Barnes Rooney Shacklock            | Poke y Tone Rooney Morales [a]       | 3:52    |  |
| 13.            | "Closer To You"                                                                | Thalía Morales David Siegel Gerina Di Marco              | Morales                                    | Morales                              | 3:48    |  |
| 14.            | "You Spin Me 'Round"                                                           | Pete Burns Steve Coy Tim Lever Mike Percy                | Burns Coy Lever Percy                      | Morales Hex Hector & Mac Quayle      | 4:33    |  |
| 15.            | "Message (Hidden Track)"                                                       |                                                          |                                            |                                      | 0:15    |  |

| Versão da Europa |                                                                            |                                                          |                                            |                                      |         |  |
| N.º              | Título                                                                     | Letras                                                   | Música                                     | Produtor(es)                         | Duração |  |
| 1.               | "Tú y Yo"                                                                  | Estéfano                                                 | Estéfano Julio C. Reyes                    | Estéfano                             | 3:43    |  |
| 2.               | "Así Es El Destino"                                                        | Estéfano                                                 | Estéfano Reyes                             | Estéfano                             | 4:02    |  |
| 3.               | "En la Fiesta Mando Yo"                                                    | Estéfano                                                 | Estéfano Reyes                             | Estéfano                             | 4:18    |  |
| 4.               | "No Me Enseñaste"                                                          | Estéfano                                                 | Estéfano Reyes                             | Estéfano                             | 4:29    |  |
| 5.               | "Y Seguir"                                                                 | Estéfano                                                 | Estéfano Reyes                             | Estéfano                             | 4:04    |  |
| 6.               | "¿A Quién Le Importa?"                                                     | Carlos Berlanga Nacho Canut                              | Berlanga Canut                             | Estéfano                             | 3:45    |  |
| 7.               | "Vueltas En El Aire"                                                       | Estéfano                                                 | Estéfano Reyes                             | Estéfano                             | 5:02    |  |
| 8.               | "Heridas En El Alma"                                                       | Estéfano                                                 | Estéfano Cory Rooney                       | Estéfano Roney [a]                   | 3:46    |  |
| 9.               | "La Loca"                                                                  | Emilio Estéfan, Jr. Emilio Regueira Pérez Randall Barlow | Estéfan, Jr. Pérez Barlow                  | Estéfan, Jr. Barlow                  | 3:50    |  |
| 10.              | "The Mexican 2002" (versão em espanhol) (com participação de Marc Anthony) | Thalía                                                   | JC Olivier S. Barnes Rooney Alan Shacklock | Poke y Tone Rooney Steve Morales [a] | 3:53    |  |
| 11.              | "The Mexican 2002" (versão em inglês)                                      | Rooney                                                   | Olivier Barnes Rooney Shacklock            | Poke y Tone Rooney Morales [a]       | 3:52    |  |
| 12.              | "Closer To You"                                                            | Thalía Morales David Siegel Gerina Di Marco              | Morales                                    | Morales                              | 3:48    |  |
| 13.              | "You Spin Me 'Round"                                                       | Pete Burns Steve Coy Tim Lever Mike Percy                | Burns Coy Lever Percy                      | Morales Hex Hector Mac Quayle        | 4:33    |  |
| 14.              | "Message (Hidden Track)"                                                   |                                                          |                                            |                                      | 0:15    |  |

| Versão Remasterizada (apenas nos EUA) |                                                                                |                                                          |                                            |                                      |         |  |
| N.º                                   | Título                                                                         | Letras                                                   | Música                                     | Produtor(es)                         | Duração |  |
| 1.                                    | "Tú y Yo"                                                                      | Estéfano                                                 | Estéfano Julio C. Reyes                    | Estéfano                             | 3:43    |  |
| 2.                                    | "Así Es El Destino"                                                            | Estéfano                                                 | Estéfano Reyes                             | Estéfano                             | 4:02    |  |
| 3.                                    | "En la Fiesta Mando Yo"                                                        | Estéfano                                                 | Estéfano Reyes                             | Estéfano                             | 4:18    |  |
| 4.                                    | "No Me Enseñaste"                                                              | Estéfano                                                 | Estéfano Reyes                             | Estéfano                             | 4:29    |  |
| 5.                                    | "Y Seguir"                                                                     | Estéfano                                                 | Estéfano Reyes                             | Estéfano                             | 4:04    |  |
| 6.                                    | "¿A Quién Le Importa?"                                                         | Carlos Berlanga Nacho Canut                              | Berlanga Canut                             | Estéfano                             | 3:45    |  |
| 7.                                    | "Vueltas En El Aire"                                                           | Estéfano                                                 | Estéfano Reyes                             | Estéfano                             | 5:02    |  |
| 8.                                    | "Heridas En El Alma"                                                           | Estéfano                                                 | Estéfano Cory Rooney                       | Estéfano Roney [a]                   | 3:46    |  |
| 9.                                    | "La Loca"                                                                      | Emilio Estéfan, Jr. Emilio Regueira Pérez Randall Barlow | Estéfan, Jr. Pérez Barlow                  | Estéfan, Jr. Barlow                  | 3:50    |  |
| 10.                                   | "Tú y Yo" (Cumbia Remix) (com participação de A.B. Quintanilla & Kumbia Kings) | Estéfano                                                 | Estéfano Reyes                             | Estéfano                             | 3:51    |  |
| 11.                                   | "The Mexican 2002" (versão em espanhol) (com participação de Marc Anthony)     | Thalía                                                   | JC Olivier S. Barnes Rooney Alan Shacklock | Poke y Tone Rooney Steve Morales [a] | 3:53    |  |
| 12.                                   | "The Mexican 2002" (versão em inglês)                                          | Rooney                                                   | Olivier Barnes Rooney Shacklock            | Poke y Tone Rooney Morales [a]       | 3:52    |  |
| 13.                                   | "Closer To You"                                                                | Thalía Morales David Siegel Gerina Di Marco              | Morales                                    | Morales                              | 3:48    |  |
| 14.                                   | "You Spin Me 'Round"                                                           | Pete Burns Steve Coy Tim Lever Mike Percy                | Burns Coy Lever Percy                      | Morales Hex Hector & Mac Quayle      | 4:33    |  |
| 15.                                   | "No Me Enseñaste" (salsa Remix)                                                | Estéfano                                                 | Estéfano Reyes                             | Estéfano                             | 4:31    |  |
| 16.                                   | "Tú Y Yo" (versão balada)                                                      | Estéfano                                                 | Estéfano Reyes                             | Estéfano                             | 3:30    |  |
| 17.                                   | "The Mexican (Dance Dance)" (Hex Hector & Mac Quayle Radio Remix)              | Thalía                                                   | Olivier Barnes Rooney Alan Shacklock       | Poke y Tone Rooney Morales [a]       | 3:27    |  |
| 18.                                   | "No Me Enseñaste" (Estéfano Remix)                                             | Estéfano                                                 | Estéfano Reyes                             | Estéfano                             | 4:15    |  |

- ↑a  significa um produtor adicional.
- "¿A Quién Le Importa?" é um cover da canção do mesmo nome pelo Alaska y Dinarama.
- "The Mexican 2002" contem samples da música "The Mexican" do Jellybean.
- "You Spin Me 'Round" é um cover da música "You Spin Me Round (Like a Record)" do Dead or Alive.

## Prêmios e indicações
A produção ganhou vários prêmios e indicações em várias partes do mundo. Aqui estão alguns deles:
| Ano  | Prêmio                           | Categoría                               | Trabalho                     | Artista | Resultado | Ref.   |
| ---- | -------------------------------- | --------------------------------------- | ---------------------------- | ------- | --------- | ------ |
| 2002 | Los Premios MTV Latinoamérica    | Mejor artista femenina                  | Ella misma                   | Thalía  | Indicada  | [ 83 ] |
| 2003 | Grammy Latino                    | Álbum Vocal Pop Feminino                | Thalía                       | Thalía  | Indicada  | [ 84 ] |
| 2003 | Latin Music Fan Awards           | Solista o grupo pop femenino            | Ella misma                   | Thalía  | Indicada  | [ 85 ] |
| 2003 | Premio Lo Nuestro                | Artista femenina                        | Ella misma                   | Thalía  | Indicada  | [ 86 ] |
| 2003 | Premio Lo Nuestro                | Álbum del año                           | Thalía                       | Thalía  | Indicada  | [ 86 ] |
| 2003 | Premio Lo Nuestro                | Premio del pueblo internet (género pop) | Ella misma                   | Thalía  | Vencedora | [ 88 ] |
| 2003 | International Dance Music Awards | Mejor canción dance latina              | «Dance, Dance (The Mexican)» | Thalía  | Vencedora | [ 36 ] |
| 2004 | International Dance Music Awards | Mejor canción dance latina              | «¿A quién le importa?»       | Thalía  | Indicada  | [ 89 ] |

## Desempenho nas tabelas musicais
| Chart (2002)                | Posição |
| --------------------------- | ------- |
| Billboard 200               | 126     |
| Billboard Latin Pop Albums  | 1       |
| Billboard Top Latin Albums  | 1       |
| Billboard Top Heatseekers   | 4       |
| Espanha (Promusicae)        | 3       |
| Grécia (IFPI Grécia)        | 1       |
| República Checa (IFPI)      | 9       |
| Suíça (Schweizer Hitparade) | 30      |

## Vendas e certificações
| Região                                                                                 | Certificação | Vendas/distribuição |
| -------------------------------------------------------------------------------------- | ------------ | ------------------- |
| Argentina (CAPIF)                                                                      | Ouro         | 20,000^             |
| Espanha (Promusicae)                                                                   | Ouro         | 50,000^             |
| EUA (RIAA)                                                                             | 2× Platina   | 200,000^            |
| México (AMPROFON)                                                                      | Ouro         | 170,000             |
| Porto Rico                                                                             | Platina      | 20,000^             |
| *vendas baseadas apenas na certificação ^distribuições baseadas apenas na certificação |              |                     |

## Histórico de lançamento
| País           | Data                | Edições       | Formato(s)          | Gravadora(s) | Ref.                    |
| -------------- | ------------------- | ------------- | ------------------- | ------------ | ----------------------- |
| Estados Unidos | 21 de maio de 2002  | Padrão Deluxe | CD Download digital | EMI Latin    | [ 103 ]                 |
| México         | 21 de maio de 2002  | Padrão Deluxe | CD Download digital | EMI Latin    | [ 104 ]                 |
| Brasil         | 21 de maio de 2002  | Padrão Deluxe | CD Download digital | EMI Latin    | [ 105 ]                 |
| Reino Unido    | 21 de maio de 2002  | Padrão Deluxe | CD Download digital | EMI Latin    | [ 106 ]                 |
| Alemanha       | 1 de julho de 2002  | Nova versão   | CD Download digital | EMI          | [ 107 ]                 |
| Japão          | 10 de julho de 2002 | Padrão        | CD Download digital | EMI          | [ 108 ]                 |
| França         | 29 de julho de 2002 | Nova versão   | CD Download digital | Virgin       | [ 109 ]                 |
| Mundialmente   | 3 de março de 2002  | Nova versão   | CD Download digital | EMI Latin    | [ 110 ] [ 111 ] [ 112 ] |
| Estados Unidos | 27 de março de 2003 | Reedição      | CD Download digital | EMI Latin    | [ 113 ]                 |